# Janka Barnabás
Janka Barnabás (Debrecen, 1990. november 14. –) magyar színész.

## Élete
Gyermekkorát Kokadon töltötte, ahol 1997–2005 között a helyi általános iskola tanulója volt. A debreceni Ady Endre Gimnáziumban érettségizett, melynek 2005–2009 között volt tanulója. 2010–2015 között a Színház- és Filmművészeti Egyetem hallgatója volt, ahova másodszorra vették fel. 2015–2020 között a debreceni Csokonai Színház tagja volt, mellette az Ady Endre Gimnázium drámatagozatán tanított. 2020-tól a Déryné Program társulatának színésze.

## Filmes és tévés szerepei
- Veszettek (2015)
- Free Entry  (magyar játékfilm, 2014)

## Díjai, elismerései
- Mensáros László-díj (2017)